# 二氰合金酸铕
二氰合金酸銪是一种配位化合物，化学式为Eu[Au(CN)2]3。它可由氰化亚金钾和硝酸铕按化学计量比在水溶液中混合，缓慢蒸发溶液，结晶得到。其三水合物的光谱得到了测定。